# Marko Perić
Marko Perić (Марко Перић; Belgrado, 5 febbraio 1984) è un giocatore di calcio a 5 serbo.

## Carriera

### Club
Universale dotato di grandi doti fisiche e tecniche, all'inizio della carriera era considerato tra i migliori prospetti del calcio a 5 continentale. Perić inizia la propria carriera nel calcio, giocando nel settore giovanile della Stella Rossa e dell'Obilić, maturando anche una esperienza estera nella formazione ceca del Jablonec. Inizia a giocare a calcio a 5 nel Marbo Belgrado con cui vince quattro titoli nazionali consecutivi, giocando regolarmente anche in Coppa UEFA dove viene notato dalla Dina Mosca che nel 2008 acquista le sue prestazioni. Capitato nelle stagioni più anonime della gloriosa società russa, il serbo vi rimane comunque per un lustro, al termine del quale viene acquistato dalla formazione azera dell'Araz Naxçıvan che lo gira immediatamente in prestito all'Iberia Star Tbilisi con cui disputa la final four della Coppa UEFA 2012-13. La stagione seguente fa ritorno all'Araz con cui vince il campionato azero e raggiunge nuovamente la fase finale della Coppa UEFA, conclusa al terzo posto alle spalle di Barcellona e Dinamo Mosca. Nell'estate 2014 si trasferisce nel campionato italiano per giocare con il Real Rieti, dove si fa apprezzare per la qualità, ma soprattutto per la grande versatilità. Nel maggio seguente il giocatore si rende protagonista di una squalifica di sei mesi poiché, al termine della Gara 3 dei quarti di finale scudetto, durante il saluto fair play  si rifiutava di stringere la mano agli arbitri e ingiuriava il terzo arbitro sputando contro la sua mano tesa nel saluto. Il Real Rieti ha condannato il gesto del giocatore, porgendo le proprie scuse alla terna arbitrale e annunciando che non presenterà ricorso. In rotta con la società sabina, la stagione seguente si trasferisce al Kaos.

### Nazionale
Con la propria Nazionale, di cui è stato anche capitano, ha preso parte a quattro campionati europei.

## Palmarès
- Campionati serbo-montenegrini: 3
Marbo: 2003-04, 2004-05, 2005-06
- Campionati serbi: 4
Marbo: 2006-07
Ekonomac: 2018-19
Stella Rossa: 2019-20
Loznica: 2021-22
- Campionati georgiani: 1
Iberia Star: 2012-13
- Campionati azeri: 1
Araz: 2013-14